# Tom Homan
Thomas Douglas Homan (West Carthage, Nueva York, 28 de noviembre de 1961) es un expolicía, oficial de inmigración y comentarista político estadounidense. Fue director del Servicio de Control de Inmigración y Aduanas (ICE) de manera interina, desde el 30 de enero de 2017 hasta el 28 de junio de 2018.
En noviembre de 2024, el presidente electo de Estados Unidos, Donald Trump, confirmó que Homan sería «zar de la frontera» durante su mandato.

## Biografía
Homan nació en West Carthage, Nueva York en 1961. Obtuvo un título en justicia criminal del Jefferson Community College y una licenciatura del State University of New York Polytechnic Institute. Fue agente de policía en West Carthage antes de unirse en 1984 al ex Servicio de Inmigración y Naturalización, el predecesor del Servicio de Control de Inmigración y Aduanas (ICE). Se desempeñó como agente de la Patrulla Fronteriza, investigador y supervisor antes de ser nombrado en 2013 por el presidente Barack Obama como Director Ejecutivo Asociado de Inmigración y Control de Aduanas.
En 2014, Homan había comenzado a defender que separar a los niños de sus padres sería un medio efectivo para desalentar los cruces ilegales de la frontera.

### Director interino del ICE
El 30 de enero de 2017, el presidente Donald Trump, lo designó como director interino del Servicio de Control de Inmigración y Aduanas
Para mayo de ese mismo año, Homan había anunciado que el ICE había arrestado a 41 319 personas entre su asunción y finales de abril. Un incremento del 38 % respecto al año anterior.
Homan participó en la política de separación de familias de indocumentados. A través de esta, los niños que cruzaban la frontera sur hacia Estados Unidos sin permiso legal eran separados de sus padres para que esas personas pudieran ser procesadas penalmente.
En abril de 2018, anunció que su renuncia al cargo se haría efectiva en junio.